# Amenity (álbum)
Amenity es la primera grabación de estudio del grupo de Metal Delain que Fue lanzado en 2002.

## Información
La canción Maniken es una demo del tema Daylight Lucidity, la canción Amenity es una demo del tema Silhoutte Of A Dancer y Predestined Lives es un demo de "Frozen", las cuales incluidas en el primer álbum Lucidity,
Las dos últimas pistas contienen la colaboración de George Oosthoek.

## Lista de canciones
| Pista | Título            | Tiempo | Voz colaboradora | Demo                   |
| ----- | ----------------- | ------ | ---------------- | ---------------------- |
| 1     | Maniken           | 5:29   |                  | Daylight Lucidity      |
| 2     | Predestined Lives | 3:38   |                  | Frozen                 |
| 3     | Amenity           | 5:13   | George Oosthoek  | Silhouette of a Dancer |
| 4     | Forest            | 5:01   | George Oosthoek  |                        |

## Alineación
- Anne Invernizzi - Voces
- Martijn Westerholt - Teclado
- Roy van Enkhuyzen - Guitarra
- Frank van der Meijden - Guitarra
- Martijn Willemsen - Bajo
- Tim Kuper - Batería

### Colaboraciones
- George Oosthoek, ex Orphanage - Voz gutural

- Datos: Q2883141